# Landesvereinigung Kulturelle Bildung Bayern
Die Landesvereinigung Kulturelle Bildung Bayern e.V. (LKB:BY) dient als Dach- und Fachverband der Stärkung der Kulturellen Bildung in Bayern.

## Tätigkeit
Sie berät und unterstützt Akteure im Handlungsfeld wie Kulturschaffende, Bildungsinstitutionen, Politik und Verwaltung und vernetzt diese miteinander. Die LKB:BY setzt sich für die Rechte von Kindern, Jugendlichen und Erwachsenen auf kulturelle Teilhabe und Bildung ein und positioniert sich auf theoretischer und praktischer Ebene zu kulturell und bildungstheoretisch relevanten Herausforderungen wie Digitalisierung, Migration oder der globalen Klimakrise. Dazu veranstaltet sie Fachtage und Tagungen, organisiert Fortbildungen und Netzwerkveranstaltungen und fungiert als Bindeglied zwischen Wissenschaft/Forschung und Praxis.

## Historie
Die LKB:BY wurde im Frühjahr 2006 gegründet. Die Initiative erfolgte in Absprache und mit Zustimmung des Bayerischen Staatsministeriums für Unterricht und Kultus, des Bayerischen Jugendrings (BJR), des Bayerischen Städtetags sowie der Städte München und Nürnberg. Mitbegründet wurde die LKB:BY durch Haimo Liebich, Marion Glück-Levi und Wolfgang Zacharias.
Die LKB:BY ist Herausgeberin der Webseite "Kooperationslandschaft Bayern" (KooLa), einer Informationsplattform zum Thema Kulturelle Bildung und Schule.
Im Projekt "Land schafft Kultur" hat sich die LKB:BY im Zeitraum von 2022 bis 2024 mit der Frage befasst, wie Kulturelle Bildung in ländlichen Räumen gestärkt werden kann. Ziel hierbei war es auch, eine landesweit vernetzte und zugleich lokal fokussierte nachhaltige Entwicklung der Kultur- und Bildungslandschaft in Bayern voranzutreiben. Für das Projekt "Land schafft Kultur" wurde die LKB:BY 2024 für den Zukunftspreis für Kulturpolitik Kulturgestaltender Kulturpolitischen Gesellschaft nominiert.

## Mitglieder
Die über 50 Mitglieder sind landesweite, regionale oder kommunale Organisationen, Verbände und Einrichtungen kultureller Bildung aus den Bereichen Architektur, Bildende Kunst, Film, Literatur, Medien, Museum, Musik, Tanz, Theater, Soziokultur, Spielkultur und Zirkus.

## Mitgliedschaften
Die LKB:BY ist Mitglied in der Bundesvereinigung Kulturelle Kinder- und Jugendbildung e.V. (BKJ), im Bayerischen Landesverband der Kultur- und Kreativwirtschaft e.V. (BLVKK), im Forum Bildungspolitik in Bayern e.V., in der Stiftung Wertebündnis Bayern und engagiert sich im Netzwerk Ganztagsbildung.